# Илак (деревня)
Илак, Илакдара (тадж. Элок) — деревня в Таджикистане.

## География
Илак расположен в Гиссарской долине, в 75 км восточнее Душанбе. На севере граничит с Вахдатским районом, на западе с деревней Бобои-Вали, на востоке с деревней Мискинабад, на юге — с деревней Дашти-Марзо.
Илак одно из самых больших и старинных селений на территории сельского джамоата Калаи-Дашт Файзабадского района Республики Таджикистан. По данным переписи населения 2010 годa число жителей составляет 2949 человек, число семей  —  524.

## Экономика и инфраструктура
На данный момент в селе действуют одно общеобразовательное учреждение, одно основное образовательное учреждение, несколько точек сервисного обслуживания, два пункта медицинской помощи, 41 фермерское хозяйство, 7 магазинов, зона отдыха в центре, коллективное хозяйство «Илак», водяная мельница, 2 электрических мельниц, цех по обработки дерева, АЗС, современный спортивный зал, цех по производству минеральной воды, центральная районная мечеть. Жители в основном занимается садоводством, зерноводством, картофелеводством, скотоводством. Земли в основном орошается родниковыми водами. Рядом с центральной мечетью воздвигнут минарет шейха Абдурахима Давлата.